# Ivar Jakobsen
Ivar Jakobsen (* 5. Januar 1954 in Frederiksberg Kommune) ist ein ehemaliger dänischer Radrennfahrer und nationaler Meister im Radsport.

## Sportliche Laufbahn
Jakobsen war Teilnehmer der Olympischen Sommerspiele 1976 in Montreal. Er bestritt mit dem Vierer Dänemarks die Mannschaftsverfolgung, sein Team belegte in der Besetzung Ivar Jakobsen, Kim Refshammer, Bjarne Sørensen und Kim Gunnar Svendsen den 13. Platz.
Jakobsen war Bahnradsportler, aber auch im Straßenradsport aktiv. 1973 wurde er gemeinsam mit Reno Olsen, Bjarne Sørensen und Finn Clausen nationaler Meister in der Mannschaftsverfolgung. 1975 gewann den Titel erneut. 1978 siegte Jakobsen zum dritten Mal im Meisterschaftsrennen. Den Titel in der Einerverfolgung errang er 1974 vor Kjell Rodian. 1975 verteidigte er die Meisterschaft im Finale gegen Gunnar Asmussen. Auf der Straße gelangen ihm mit den Siegen im Stjerneløbet 1977 und 1979 Siege in einem der traditionsreichsten dänischen Eintagesrennen. 1973 belegte in diesem Rennen den 2. Platz. Zum Ende seiner Karriere gewann er mit Steen Michael Petersen, Dan Frost und Jesper Worre die nationale Meisterschaft im Mannschaftszeitfahren 1979 und 1980. 1973 wurde er Vize-Meister im Einzelzeitfahren. 1975 konnte er im traditionsreichen französischen Saisoneröffnungsrennen Paris–Ézy Dritter werden.